# Rhigerpeton isbelli
Rhigerpeton isbelli — викопний вид земноводних родини Lapillopsidae вимерлого ряду темноспондилів (Temnospondyli). Скам'янілості тварини виявлені у формації Фрімув у Трансантарктичних горах Антарктиди.